# سرجیو کلیرسی
سرجیو کلیرسی مهاجم اهل برزیل است که در شهر سائوپائولو و در تاریخ ۲۵ مهٔ ۱۹۴۱ به دنیا آمده‌است.
سرجیو کلیرسی در تیم‌های فوتبال Lecco سابقهٔ حضور دارد.